# Eslovenia en los Juegos Paralímpicos de Pekín 2022
Eslovenia estuvo representada en los Juegos Paralímpicos de Pekín 2022 por un deportista masculino. El equipo paralímpico esloveno no obtuvo ninguna medalla en estos Juegos.